# آرون شنايدر
آرون شنايدر (بالإنجليزية: Aaron Schneider) (و. 1965 – م) هو مخرج سينمائي، ومصور سينمائي، وكاتب سيناريو من الولايات المتحدة الأمريكية. ولد في سبرينج فيلد، إلينوي.

## جوائز وترشيحات
حصل على جوائز منها:
- جائزة الأوسكار لأفضل فيلم حي قصير، عن عمل: Two Soldiers.

ترشح لـ:
- جائزة الأوسكار لأفضل فيلم حي قصير، عن عمل: Two Soldiers.

## وصلات خارجية
- آرون شنايدر على موقع IMDb (الإنجليزية)
- آرون شنايدر على موقع ألو سيني (الفرنسية)
- آرون شنايدر على موقع أول موفي (الإنجليزية)
- آرون شنايدر على موقع قاعدة بيانات الأفلام السويدية (السويدية)
- آرون شنايدر على موقع قاعدة بيانات الفيلم (الإنجليزية)
- آرون شنايدر على موقع كينوبويسك (الروسية)